# Sydney Margaret Stent
Sydney Margaret Stent (1875-1942) was een Zuid-Afrikaans botanicus en agrostoloog. Zij deed onderzoek naar de spermatopsida.
De soort Digitaria stentiana is naar deze botanicus vernoemd.
- Author citation (botany): Stent
- Réseau des bibliothèques de Suisse occidentale: 02-A023987972
- Virtual International Authority File: 265754932